# Strobilochelifer spinipalpis
Genre
Espèce
Synonymes
- Chelifer spinipalpis Redikorzev, 1918
- Strobilochelifer grandimanus Beier, 1943

Strobilochelifer spinipalpis, unique représentant du genre Strobilochelifer, est une espèce de pseudoscorpions de la famille des Cheliferidae.

## Distribution
Cette espèce se rencontre en Iran, en Irak, en Arabie saoudite, aux Émirats arabes unis et à Oman.

## Publications originales
- Redikorzev, 1918 : Pseudoscorpions nouveaux. I. Ezhegodnik Zoologicheskago Muzeya, vol. 22, p. 91-101.
- Beier, 1932 : Pseudoscorpionidea II. Subord. C. Cheliferinea. Tierreich, vol. 58, p. 1-294.